# Monotes doryphorus
Monotes doryphorus är en tvåhjärtbladig växtart som beskrevs av Duvign.. Monotes doryphorus ingår i släktet Monotes och familjen Dipterocarpaceae. Inga underarter finns listade i Catalogue of Life.